# Magos Azules
Los Magos Azules (en sindarin Ithryn Luin) son, dentro del universo ficticio de J. R. R. Tolkien, la denominación que recibieron dos de los miembros de la orden de los Istari, que fueron enviados a la Tierra Media por los Valar alrededor del año 1000 de la Tercera Edad del Sol, para ayudar a todos los pueblos libres en su lucha contra las huestes de Sauron. Fueron llamados de esta manera porque sus ropajes eran de color azul oscuro; los colores servían para identificar a los Istari (Gandalf el Gris, Saruman el Blanco o Radagast el Pardo), y en este caso parece ser que ambos Istari compartían tonalidad.
En El Señor de los Anillos Saruman hace una mención a «las varas de los Cinco Magos», aunque no llega a nombrarlos específicamente. En las demás obras de Tolkien sus nombres aparecen citados una única vez en los Cuentos inconclusos: sus nombres en Valinor eran Alatar y Pallando, y ambos eran maiar servidores del Vala Oromë. Alatar fue uno de los tres Maiar seleccionados originalmente por los Valar para el viaje a la Tierra Media, mientras que Pallando fue llevado debido a su amistad con Alatar.
Al llegar a la Tierra Media, los Magos Azules viajaron con Saruman hacia el Este, más allá del mar de Rhûn. Se desconoce sus destinos y el papel que desempeñaron durante la Guerra del Anillo, y si regresaron a Valinor a finales de la Tercera Edad. En una carta escrita por Tolkien se cuenta que fueron enviados al Este y probablemente fallaron en su misión, ya que el único en completarla fue Gandalf. Pudieron haber caído bajo el poder del propio Sauron en las regiones orientales; o bien pudieron originar nuevas culturas y oscuros cultos en el Este, donde estuvieron las cunas de las civilizaciones élfica y humana, Cuiviénen e Hildórien.

## LosMagos Azulesen escritos posteriores
Hacia los últimos años de su vida, Tolkien retomó la historia de los Magos Azules, dándole un importante giro que cambiaría drásticamente su origen y su destino. Según se cuenta en Los Pueblos de la Tierra Media, los Magos Azules no habrían llegado a la Tierra Media en el año 1000 de la Tercera Edad, sino más bien hacia el año 1600 de la Segunda Edad, al tiempo que Glorfindel fue resucitado y devuelto a la Tierra Media, y a la vez que Sauron forjara el Anillo Único y utilizara su poder para terminar la construcción de Barad-dûr. Mientras que Glorfindel sería enviado para ayudar a Gil-Galad y a Elrond en las guerras en Eriador, los Magos Azules viajarían lejos, al este y al sur, para ayudar en la lucha contra Sauron.
En los nuevos escritos, los Magos Azules pasarían a ser llamados Morinehtar «Asesino de la Oscuridad» y Rómestámo «Ayudante del Este», aunque se desconoce si estos nombres sustituirían a los anteriores o serían otros por los que también se les conocería. Su misión sería la de encontrar el escondite de Sauron en el este, en la cual fracasaron. Aun así, trajeron ayuda a todos aquellos pueblos que se hubieran revelado al yugo de Sauron, instándoles a formar una oposición fuerte contra él, así como entorpeciendo y retrasando el crecimiento y la organización de sus ejércitos en el este, impidiendo así que, como de otra forma hubiese sido sino, los ejércitos orientales superasen en número y fuerza a los de occidente. Así lo relata Tolkien en uno de sus últimos escritos:

Su tarea era cercar a Sauron: llevar ayuda a las pocas tribus de Hombres que se habían rebelado contra el culto a Melkor, incitar a la rebelión y, tras su primera caída, buscar su escondite (en lo que fracasaron) y causar disensión y desorganización entre el Oscuro Oriente. Deben haber tenido una gran influencia en la historia de la Segunda y la Tercera Edad al debilitar y desorganizar las fuerzas del Este, que de otro modo, tanto en la Segunda como en la Tercera Edad, habrían superado en número a Occidente.
 
J. R. R. Tolkien; Los Pueblos de la Tierra Media: «Últimos Escritos»

## Adaptaciones
En la película El hobbit: un viaje inesperado (Peter Jackson, 2012), Bilbo Bolsón le pregunta a Gandalf cuántos magos había. Gandalf responde que cinco, y nombra a Saruman, a Radagast y a los Magos Azules, pero dice no recordar los nombres de estos últimos. Esto quizá haga referencia a que los recuerdos que tenían los istari de Aman, al estar encarnados en la Tierra Media, son para ellos una visión lejana o quizá se deba simplemente a que Tolkien sólo mencionó sus nombres en los Cuentos inconclusos, y la producción de la película no tiene los derechos sobre ese material.[cita requerida]